# Silphiodaucus
Genre
Silphiodaucus est un genre de plantes à fleurs de la famille des Apiaceae. Il s'agit de deux espèces proches des genres Daucus et Laserpitium présentes sur le paléarctique.

## Taxonomie
Silphiodaucus est un genre créé en 2016 à partir d'une étude phylogénique portant sur la sous-tribu des Daucinae. Ses auteurs démontrent alors que le genre Laserpitium est scindé en plusieurs branches distinctes sans relations phylogénétiques cohérentes, c'est-à-dire sans avoir un seul ancêtre commun. Ils remarquent un groupe très proche des Daucus qui comprend Laserpitium prutenicum et Laserpitium hispidum (sv). Bien que proche du genre Laserpitium en raison de leurs fruits ailés, leur similarité avec le genre Daucus a également été notée en 1919 par Koso-Poljansky qui les avait incluses dans le genre Daucus, section Silphiodaucus. L'idée est alors reprise et le nom est élevé au rang de genre. Le placement de l'espèce Laserpitium latifolium dans la section Silphiodaucus par Koso-Poljansky n'est soutenue par les analyses moléculaires pour permettre sa prolongation dans le genre.

## Description
Silphiodaucus est proche des Daucus par ses feuilles finement divisées et sa forte pilosité mais ressemble aux Laserpitium par ses akènes ailés. 

## Distribution
Les deux espèces sont présentes sur l'écozone paléarctique en climat tempéré.

## Ensemble des espèces
- Silphiodaucus hispidus (M. Bieb.) Spalik, Wojew., Banasiak, Piwczyński & Reduron	Taxon , 2016 ; synonymes : Laserpitium hispidum (sv) M. Bieb et Daucus pilosus (Willd.) Koso-Pol[5],[3]
- Silphiodaucus prutenicus (L.) Spalik, Wojew., Banasiak, Piwczyński & Reduron, 2016 synonymes : Daucus prutenicus (L.) E.H.L.Krause et Laserpitium prutenicum L. (espèce type)[5],[3]